# Qarah Gūzlū-ye Soflá
Qarah Gūzlū-ye Soflá är en ort i Iran.   Den ligger i provinsen Kermanshah, i den nordvästra delen av landet, 300 km väster om huvudstaden Teheran. Qarah Gūzlū-ye Soflá ligger 1 545 meter över havet och antalet invånare är 423.
Terrängen runt Qarah Gūzlū-ye Soflá är huvudsakligen kuperad, men åt sydost är den platt. Runt Qarah Gūzlū-ye Soflá är det ganska tätbefolkat, med 124 invånare per kvadratkilometer. Närmaste större samhälle är Kangāvar, 7,5 km öster om Qarah Gūzlū-ye Soflá. Trakten runt Qarah Gūzlū-ye Soflá består till största delen av jordbruksmark.